# Aleksandr Zaïtsev (patinage artistique)
Pour les articles homonymes, voir Aleksandr Zaïtsev.
Aleksandr Guennadievitch Zaïtsev (en russe : Александр Геннадиевич Зайцев), né le 16 juin 1952 à Leningrad, est un patineur artistique de l'ex-Union soviétique, champion du monde et champion olympique. Il est actuellement entraîneur et réside à Saint-Pétersbourg.

## Biographie

### Carrière sportive
Le couple qu'il formait avec Irina Rodnina fut champion du monde de 1973 à 1978 et remporta par deux fois la médaille d'or aux Jeux olympiques d'hiver, en 1976 et 1980. Ils étaient entraînés à Moscou par Stanislav Jouk.
Rodnina et Zaïtsev se sont mariés en avril 1975.

## Palmarès
| Compétitions principales        | 1973    | 1974    | 1975    | 1976    | 1977    | 1978    | 1979    | 1980    |  |  |  |  |  |  |
| Jeux olympiques d'hiver         |         |         |         | 1er     |         |         |         | 1er     |  |  |  |  |  |  |
| Championnats du monde           | 1er     | 1er     | 1er     | 1er     | 1er     | 1er     |         |         |  |  |  |  |  |  |
| Championnats d’Europe           | 1er     | 1er     | 1er     | 1er     | 1er     | 1er     |         | 1er     |  |  |  |  |  |  |
| Championnats d'Union soviétique | 1er     | 1er     | 1er     | F       | 1er     | F       | F       | F       |  |  |  |  |  |  |
|                                 |         |         |         |         |         |         |         |         |  |  |  |  |  |  |
| Autre Compétition               | 1972/73 | 1973/74 | 1974/75 | 1975/76 | 1976/77 | 1977/78 | 1978/79 | 1979/80 |  |  |  |  |  |  |
| Moscou Skate                    |         |         |         |         | F       |         |         |         |  |  |  |  |  |  |
| Légende : F = Forfait           |         |         |         |         |         |         |         |         |  |  |  |  |  |  |